# 特拉夫涅韋 (姆利尼夫區)
50°32′55″N 25°28′22″E / 50.54861°N 25.47278°E
特拉夫涅韋（烏克蘭語：Травневе），是烏克蘭西北部的村莊，隸屬里夫內州的杜布諾區。該村面積5.39平方公里，海拔高度204米，2001年人口27，人口密度每平方公里5.01人。